# Пенсионноосигурителна компания „ДСК – Родина“
„Пенсионноосигурителна компания „ДСК – Родина“ АД е българско предприятие за пенсионно осигуряване със седалище в София. То е собственост на „Банка ДСК“, част от групата на унгарската „ОТП Банк“.
Създадено е през 1997 година и до закупуването му от „Банка ДСК“ носи името „Кооперативен пенсионен фонд“. Към края на 2023 година компанията управлява пенсионните фондове на 987 хиляди души с обща нетна стойност 4,64 милиарда лева, като е на трето място в страната по двата показателя след Пенсионноосигурителна компания „Доверие“ и Пенсионноосигурителна компания „Алианц България“. Към 2016 година предприятието има около 1100 служители.